# David Haines
David Cawthorne Haines, né le 9 mai 1970 à Holderness, dans le Yorkshire de l'Est, au Royaume-Uni et mort le 13 septembre 2014 près de Racca en Syrie, est un travailleur humanitaire britannique enlevé en mars 2013 par l'État islamique et décapité en septembre 2014, de la main de Mohammed Emwazi, surnommé « Jihadi John ». Il est le troisième otage assassiné en représailles à l'intervention militaire de la coalition internationale en Irak et en Syrie.

## Biographie
Originaire de Perth, en Écosse, Haines est né dans le Yorkshire de l'Est et avant sa capture résidait près de Zagreb, en Croatie. Il était père de deux enfants. Haines avait été, pendant près de quinze ans, un ingénieur en aéronautique de la Royal Air Force avant de travailler dans l'aide humanitaire à partir de 1999. Il a aidé des victimes de conflits dans l'ex-Yougoslavie, en Afrique et au Moyen-Orient. Familier des zones particulièrement dangereuses, il s'était ainsi rendu en Libye durant la guerre civile de 2011, où il avait officié en tant que chef de mission pour Handicap International. En 2012, il a fait partie d'un groupe de maintien de la paix civile au Soudan du Sud.
Haines a été enlevé en mars 2013, alors qu'il était en Syrie et travaillait pour le groupe d'aide ACTED, à l'évaluation des emplacements des camps de réfugiés situés dans le nord du pays ; il devait en outre gérer l'approvisionnement en eau potable, en vivres et tentes du camp de réfugiés d'Atmeh près de la frontière avec la Turquie. C'est à proximité de ce camp qu'il a été enlevé, non loin de la province syrienne d'Idleb. Il a été capturé avec un travailleur humanitaire italien et deux Syriens qui ont ensuite été libérés.
La famille de Haines avait demandé que son enlèvement soit gardé secret. Il est devenu public lorsque la vidéo montrant l'assassinat de Steven Sotloff a été diffusée.
Haines a été tué par décapitation, selon une vidéo diffusée sur internet par ses ravisseurs et assassins, le 13 septembre 2014. Elle le montre prononçant un discours préparé. Son corps décapité est filmé et un autre otage occidental, également britannique, Alan Henning, est menacé de décapitation à la fin de la vidéo (il le sera effectivement le 3 octobre 2014). Dans la vidéo intitulée Un message aux alliés de l'Amérique, le groupe djihadiste reproche au Royaume-Uni d'avoir rejoint la coalition des États-Unis, qui mène des frappes aériennes contre l’État islamique en Irak.
Dans une interview à Sky News diffusée le 7 décembre 2014 Dargana, la veuve de David Haines, explique en parlant des membres de l'État islamique qu'« ils se croient courageux mais ce n'est pas du courage. C'est un acte lâche de décapiter quelqu'un qui a les mains attachées dans le dos et est agenouillé » et ajoute que « Nous ne pouvons pas les laisser nous faire peur ».